# Hygrocybe pantoleuca
Hygrocybe pantoleuca är en svampart som först beskrevs av Hongo, och fick sitt nu gällande namn av Hongo 1982. Hygrocybe pantoleuca ingår i släktet Hygrocybe och familjen Hygrophoraceae.   Inga underarter finns listade i Catalogue of Life.